# Liste der Flaggen im Rhein-Sieg-Kreis
| Kreis            | Hissflagge | Banner                        | Kommentare |
| ---------------- | ---------- | ----------------------------- | --- |
| Rhein-Sieg-Kreis |            | laut Hauptsatzung kein Banner | Der Kreis führt folgendes Wappen: „Es zeigt in einem silbernen Schild einen blaugekrönten und blaubewehrten, zwiegeschwänzten roten Löwen, der sich mit der linken Pranke auf einen silbernen Schild mit schwarzem Balkenkreuz stützt, mit der rechten ein goldenes Flammenschwert über seinem Haupte schwingt.“ (genehmigt am 26. Mai 1955) […] „Der Kreis führt eine Flagge in den Farben rot und weiß, die in der Mitte das Kreiswappen zeigt.“ (Flagge genehmigt am ???) |

Wichtiger Hinweis
Zur Zeit der Erstellung dieses Artikels befinden sich darin nur wenig Flaggenabbildungen, dafür aber die Platzhalter  für Hissflaggen und  für Banner. Entsprechende Platzhalter  sind auch auf den Wappenlisten üblich und eine Aufforderung, die noch fehlenden Abbildungen zu finden oder zu erstellen und hochzuladen.

## Städte und Gemeinden
| Stadt oder Gemeinde             | Hissflagge                         | Banner                        | Zitate aus den Hauptsatzungen der Gemeinden und Städte |
| ------------------------------- | ---------------------------------- | ----------------------------- | --- |
| Gemeinde Alfter                 | laut Hauptsatzung keine Hissflagge |                               | Die Gemeinde Alfter führt ein Wappen, ein Siegel und eine Flagge als Banner Wappenbeschreibung: Unter goldenem (gelbem) Schildthaupt, darin fünf rote Rauten fünfmal von Rot nach Gold (Gelb) geteilt und überdeckt von einem golden (gelben) bekrönten, doppelschwänzigen, silbernen (weißen) Löwen. Beschreibung der Flagge als Banner: Gelb-Rot-Gelb im Verhältnis 1 : 4 : 1 längsgestreift mit dem etwas über die Mitte nach oben verschobenen Wappenschild der Gemeinde. |
| Stadt Bad Honnef                | laut Hauptsatzung keine Hissflagge |                               | Der Stadt ist mit Urkunde des Regierungspräsidenten in Köln vom 24. Januar 1973 das Recht zur Führung eines Siegels, eines Wappens und eines Banners verliehen worden. Wappenbeschreibung: Von Silber (Weiß) und Rot 30-mal geschacht, in der oberen Hälfte belegt mit einem durchgehenden, fünflätzigen blauen Turnierkragen. […] Beschreibung des Banners: Blau-Weiß-Rot im Verhältnis 1 : 2 : 1 längsgestreift, mit dem Wappenschild der Stadt etwas oberhalb der Mitte. |
| Stadt Bornheim                  | laut Hauptsatzung keine Hissflagge |                               | Die Stadt Bornheim führt ein Wappen, ein Siegel und ein Banner (Flagge). Das Wappen zeigt in Gold (gelb) einen silbernen (weiß) gegitterten roten Balken, der an der vorderen Flankenstelle ein gestürztes schwarzes Flammenschwert überdeckt. Das Banner zeigt in Rot-Gelb im Verhältnis 1 : 1 : 1 längs gestreift im Schild im weißen Bannerhaupt das Stadtwappen. |
| Gemeinde Eitorf                 |                                    | laut Hauptsatzung kein Banner | Der Gemeinde Eitorf ist am 17. September 1934 durch das Preußische Staatsministerium des Inneren in Berlin das Recht zur Führung eines Wappens verliehen worden. Beschreibung des Wappens: Geteilt und vorn von Silber und Rot gespalten, wobei im silbernen Felde oben der wachsende bergische Löwe in Rot und unten in rotem Felde 2 aufgerichtete goldene Eicheln stehen. Hinten auf grünem Boden ein silberner Turm mit rotem Dach und goldener Wetterfahne. […] Die Gemeinde führt eine Gemeindeflagge. Die Grundfarbe ist weiß mit dem farbigen Gemeindewappen. |
| Stadt Hennef (Sieg)             |                                    |                               | Die Stadt Hennef (Sieg) führt ein Wappen, ein Siegel, ein Banner und eine Hissflagge gemäß nachfolgender Beschreibung: Wappen In Rot zwischen zwei schlanken, mit schwarzer Fensterfüllung ausgestatteten, silbernen (weißen) Türmen ein breiter, von drei Türmchen bekrönter, gleichfarbener Zinnenturm; alle stehen auf einem silbernen (weißen) Rippengewölbe und über einer aus der Schildrundung wachsenden, gleichfarbigen Zinnenmauer. Das Gewölbe überspannt einen roten Dreiberg, in dessen Mitte ein silberner (weißer) Schild mit steigendem, in der rechten Tatze eine blaue Weintraube haltendem, blaubewehrtem und -bezungtem roten Löwen steht; der Schild ist flankiert von je fünf und bekrönt von zwei silbernen (weißen) Kreuzen. […] Banner Das Banner ist Rot-Weiß im Verhältnis 1 : 1 längsgestreift, auf der roten Bahn im oberen Drittel ohne Schild das Wappen der Stadt. Hissflagge Rot-Weiß im Verhältnis 1 : 1 quergestreift, im Obereck ohne Schild das Wappen der Stadt.                                   |
| Stadt Königswinter              |                                    |                               | Die Stadt Königswinter führt ein Wappen, eine Flagge und ein Dienstsiegel entsprechend der Genehmigungsurkunde des Regierungspräsidenten in Köln vom 6. Juli 1972. Das Wappen zeigt in Rot eine silberne (weiße) Torburg mit zwei dreifenstrigen Zinnentürmen und einem spitzbogigen Tor, das durch ein goldenes (gelbes) Fallgitter etwa zur Hälfte ausgefüllt wird. Zwischen den Türmen schwebt ein großes Schild, der auf gespaltenem Feld in Silber (Weiß) vorne einen linksgewendeten, doppelschwänzigen, blaugekrönten, -bezungten und -bewehrten roten Löwen, hinten ein durchgehendes Schwarzes Kreuz zeigt. Die Flagge ist als Banner: Rot mit dem Stadtwappen ohne Schild in der oberen Hälfte. als Hissflagge: Rot mit dem Stadtwappen ohne Schild das ganze Tuch ausfüllend. |
| Stadt Lohmar                    |                                    |                               | Der Stadt Lohmar ist das Recht zur Führung eines Wappens verliehen worden. Das Wappen ist geteilt; oben in Silber (Weiß) mit einem halben doppelschwänzigen, blaugekrönten, -bewehrten und -bezungten roten Löwen; unten in Grün mit einer leicht gewellten silbernen (weißen) Deichsel. Der Stadt Lohmar ist ferner das Recht zur Führung einer Flagge verliehen worden. Die Flagge wird geführt als Banner: Grün-Weiß im Verhältnis 1:1 längsgestreift mit dem Stadtwappen im Schild in der oberen Hälfte, als Hissflagge: Grün-Weiß im Verhältnis 1:1 längsgestreift (d. h. entlang der längeren Seitenlinie) mit dem Stadtwappen im Schild in der Mitte. |
| Stadt Meckenheim                |                                    | laut Hauptsatzung kein Banner | Die Stadt Meckenheim führt ein Wappen, ein Dienstsiegel, eine Flagge und ein Logo mit Wortmarke. Beschreibung des Wappens: In Silber (weiß) ein schwarzes Kreuz, belegt mit einem blauen Reichsapfel mit goldenem (gelbem) Kreuz und ebensolchen Beschlägen. […] Beschreibung der Flagge: Als Hissflagge: Blau mit dem Stadtwappen zur Stange hin verschoben. |
| Gemeinde Much                   |                                    |                               | Das Gemeindewappen zeigt in geteiltem Felde: Oben einen roten Bergischen Löwen, im unteren Teil auf grünem Hügel einen schwarzen Hahn, der von zwei blauen Fischen in gelbem Felde flankiert wird. Die Flagge (Banner und Hissflagge) besteht aus den Farben weiß-grün-blau mit dem um das Wort Much ergänzten Wappen der Gemeinde Much in der oberen Hälfte. |
| Gemeinde Neunkirchen-Seelscheid | laut Hauptsatzung keine Hissflagge |                               | Der Gemeinde ist mit Urkunde des Regierungspräsidenten in Köln vom 26. November 1970 das Recht zur Führung eines Wappens, eines Siegels und eines Banners verliehen worden. Das Wappen zeigt in der oberen Hälfte des Schildes einen halben doppelschweifigen, blaugekrönten, bewehrten und bezungten Löwen in silbernem Felde, in der unteren Hälfte drei goldene Fische in blauem Felde. […] Das Banner hat die Farben Blau-Weiß und enthält in der oberen Hälfte das Wappenbild. |
| Stadt Niederkassel              |                                    |                               | Die Hauptsatzung der Stadt Niederkassel enthält keine Beschreibung des Wappens und der Flagge. Beschreibung des Wappens: Rot über einem grünen Wellenschildfuß eine silberne Burg mit zwei Zinnentürmen, zwischen denen schwebend ein silberner Schild, darin ein roter Wechsel-Zinnenbalken. In Rot die Symbole des Wappens ohne Schild der Stadt Niederkassel etwas oberhalb der Mitte. |
| Stadt Rheinbach                 |                                    |                               | Die Stadt Rheinbach führt ein Wappen, ein Dienstsiegel und eine Flagge. Das Wappen der Stadt Rheinbach zeigt im geteilten Felde oben in Silber ein durchgehendes schwarzes Kreuz, unten gespalten, links in Silber einen mit dem Barte linkshin gewendeten blauen Schlüssel, hinten in Rot einen halben silbernen Adler im Spalt. […] Die Flagge der Stadt Rheinbach trägt zu den Stadtfarben schwarz und weiß das Stadtwappen. Sie wird auch als Banner geführt mit dem Wappen etwas oberhalb der Mitte. |
| Gemeinde Ruppichteroth          | laut Hauptsatzung keine Hissflagge |                               | Der Gemeinde Ruppichteroth ist mit Urkunde des Regierungspräsidenten in Köln vom 2. November 1970 das Recht zur Führung eines Wappens verliehen worden. Beschreibung des Wappens Unter einem roten Schildhaupt, das durch eine wellenförmige Teilungslinie abgesetzt ist und in silbernen Buchstaben die Worte MONS PRAECLARE enthält, in silbernem Feld ein linksgewandter roter Halbmond, zwischen dem ein rotes achtspitziges Kreuz in der Weise steht, dass der linke und die senkrechten Kreuzarme die Mondsichel berühren, darunter die beiden Hälften einer auseinandergerissenen schwarzen Kette. Die Hauptsatzung gibt keine Auskunft über eine Flagge. Beschreibung des Banners [nicht Teil der amtlichen Bekanntmachung]: Das Banner zeigt die Symbole des Wappens etwas oberhalb der Mitte des Tuches. |
| Stadt Sankt Augustin            |                                    |                               | Die Stadt führt ein Wappen, ein Siegel und eine Flagge. Das Stadtwappen zeigt im Schildhaupt in Silber (Weiß) einen schreitenden, doppeltgeschwänzten, blau bewehrten, blau bezungten und blau gekrönten roten Löwen; darunter ein von blau nach silber (weiß) 16-fach geschachtes Feld. […] Die Flagge hat die Farben Blauweiß und enthält im oberen Teil das Wappenbild. |
| Stadt Siegburg                  | laut Hauptsatzung keine Hissflagge |                               | Das Stadtwappen zeigt im unteren Teil einen weißen Dreiberg mit dem roten bergischen Löwen. Darüber steht auf blauem Grund der Erzengel Michael mit goldenem Heiligenschein und weißen Flügeln, weißem Gewand und rotem Mantel. Der Mantel wird durch eine goldene Mantelschließe mit blauem Edelstein zusammengehalten. Das Zepter in der rechten Hand ist golden, der Reichsapfel in der linken Hand blau mit goldenem Kreuz. Über dem Wappenschild befindet sich eine goldene Mauerkrone. Die Hauptsatzung gibt keine Auskunft über eine Flagge. Beschreibung des Banners [nicht Teil der amtlichen Bekanntmachung]: Die Farben der Stadt sind Blau-Weiß. Das Banner zeigt in Blau-Weiß im Verhältnis 1 : 1 längsgestreift im Schild das Stadtwappen etwas oberhalb der Mitte des Tuches. |
| Gemeinde Swisttal               | laut Hauptsatzung keine Hissflagge |                               | Die Gemeinde führt als Wappen im gespaltenen Schild vorn in silber (weiß) ein durchgehendes schwarzes Kreuz, hinten in gold (gelb) zwei in drei Reihen von rot und silber (weiß) geschachte Balken. Die Gemeinde führt als Flagge ein Banner auf weißgelbem Grund. Flaggen(Banner)-beschreibung: Weiß-gelb-weiß im Verhältnis 1:2:1 längsgestreift; auf der mittleren Bahn in voller Breite, leicht zur Stange hin verschoben, der Wappenschild der Gemeinde Swisttal. |
| Stadt Troisdorf                 |                                    |                               | Das Wappen der Stadt Troisdorf enthält in Silber (Weiß) vier 3 : 1 angeordnete schwebende Kugeln, die durch schwarze Stäbe zu einem T verbunden sind. Die Kugeln des Querstabes sind rot, die des Längsstabes blau. […] Die Flagge der Stadt Troisdorf wird als Banner oder als Hissflagge geführt. Die Flagge zeigt die Farben rot-weiß-rot. Beim Banner sind die Farben im Verhältnis 1 : 7 : 1 längsgestreift mit dem Stadtwappen im Schild etwas oberhalb der Mitte. Die Hissflagge enthält die Farben im Verhältnis 1 : 5 : 1 längsgestreift mit dem Stadtwappen im Schild in der Mitte. |
| Gemeinde Wachtberg              |                                    | laut Hauptsatzung kein Banner | Der Gemeinde Wachtberg ist mit Urkunde vom 13. April 1971 das Recht zur Führung eines Wappens verliehen worden. Beschreibung des Wappens: In Blau ein flammenspeiender silberner (weißer) Lindwurm Der Gemeinde Wachtberg ist ferner mit Urkunde des Regierungspräsidenten vom 13. April 1971 das Recht zur Führung einer Flagge verliehen worden. Beschreibung der Flagge: Blau-weiß-blau, längsgestreift im Verhältnis 1:2:1 mit Wappeneindruck. |
| Gemeinde Windeck                |                                    |                               | Die Gemeinde führt ein Wappen, Siegel und Flagge (Banner). Der Gemeinde Windeck ist mit Urkunde des Regierungspräsidenten in Köln vom 4. Mai 1972 das Recht zur Führung eines Wappens verliehen worden. Das Gemeindewappen zeigt oben in Silber (weiß) einen schreitenden, blau gekrönten, -bewehrten und -bezungten Löwen; unten in Blau einen silbernen (weißen) Mann im Harnisch, einen silbernen (weißen) und gold (gelb)-schäftigen Streithammer schwingend. […] Der Gemeinde ist ferner mit Urkunde des Regierungspräsidenten in Köln vom 5. Dezember 1973 das Recht zur Führung einer Flagge verliehen worden. Die Flagge (Banner) besteht aus den Farben blau-weiß-blau im Verhältnis 1 : 4 : 1 quer- bzw. längsgestreift mit dem Wappenschild der Gemeinde (= geteilt; oben in Silber (weiß) ein schreitender, blau gekrönter, -bewehrter und -bezungter roter Löwe; unten in Blau ein silberner (weißer) Mann im Harnisch, einen silbernen (weißen) gold (gelb)-schäftigen Streithammer schwingend), etwas oberhalb der Mitte. |